# Jean-Marie Gourio
Pour les articles homonymes, voir Gourio.
Jean-Marie Gourio, né en 1956 à Nérac (Lot-et-Garonne), est un auteur et scénariste français.

## Biographie

### Enfance et formation
Jean-Marie Gourio naît en 1956 à Nérac d'un père militaire, mort des suites de la guerre d'Indochine et d'une mère veuve de guerre, concierge rue du Cherche-Midi à Paris. Renvoyé du Lycée Romain Rolland de Vitry, engagé volontaire à 16 ans et demi (élève sous-officier d'active), il quitte l'armée et passe son bac en candidat libre. Il fait l'École des Beaux-Arts de Paris et obtient un DEUG d'arts plastiques à la Sorbonne.

### Carrière
En 1976, Jean-Marie Gourio débute au magazine Hara-Kiri (devenu par la suite Charlie-Hebdo), dont il devient rédacteur en chef adjoint en 1978, puis dans plusieurs autres publications des éditions du Square (Charlie Mensuel, BD Hebdo de la BD sous la direction de Jean Patrick Manchette). Il devient rédacteur en chef du magazine Zéro et « fils spirituel » du professeur Choron qui l'a pris sous son aile, du fait que Choron a combattu en Indochine (sergent parachutiste), comme le père de Gourio.
Il collabore avec de nombreuses personnalités du monde de l'audiovisuel : Jean-Yves Lafesse, Luis Rego (au Tribunal des flagrants délires), Les Nuls (dans Histoire(s) de la télévision, A.B.C.D. Nuls, Les Nuls L'émission en direct du Pavillon Gabriel). Il participe également à l'écriture de plusieurs émissions de télévision : Merci Bernard, Palace (avec Jean-Michel Ribes), Les Guignols de l'info (de 1989 à 1993) et de films : Inspecteur la Bavure, Sita-Java.
Avec ses Brèves de comptoir, il obtient le grand prix de l'Humour noir en 1994 et 1998 ; de même que le Prix populiste en 1998 pour son roman Chut ! ; puis le Prix de l'Humour noir Xavier Forneret en 2000 pour son roman L'eau des fleurs ; le prix Alexandre Vialatte ; le prix Jules Renard pour Interview d'une vache et scandale au palais chez Julliard, le Prix du jeune théâtre de l'Académie française en 2000, pour sa pièce Les Brèves de comptoir, tirée de sa série de livres parlant du même thème. Les Brèves de Comptoir entrent dans la collection « Bouquins » chez Robert Laffont à l'initiative de Bernard Fixot (deuxièmes meilleures ventes historiques de cette collection). La prestigieuse collection « Bouquins » deviendra, en 2021, sous l'impulsion de son directeur, Jean-Luc Barré, une maison d'édition à part entière au sein d'Editis. Le terme « brève de comptoir » fait son entrée dans le dictionnaire. Les Brèves de comptoir sont devenues un classique de l'humour français. Les 4 tomes représentent une somme de 4500 pages.
Au lendemain de l'attentat contre Charlie Hebdo en janvier 2015, il décide de cesser définitivement sa collecte des brèves de comptoir dans les bars. Un dernier ouvrage paraît, Le Petit Troquet des brèves de comptoir, qui réunit les Brèves recueillies entre le 1er décembre 2013 et ce mercredi 7 janvier 2015, jour de l'attentat. Il parle d'« une minute de silence ...à rallonge ».
Le second roman paru dans cette collection, Interview d'une vache et scandale au palais, se voit décerner le Prix du livre d'humour Jules Renard. Il y restera jusqu'en 2018, avant de rejoindre les Éditions du Cherche Midi. J'ai soif ! soif ! soif ! mais soif ! sera le premier roman publié chez ce nouvel éditeur, en août 2018.
Il est le créateur, en 2009, l'organisateur et le programmateur de la "Fête du Livre de Talloires" en Haute Savoie.
Le " Dictionnaire amoureux des cafés", paru aux Editions Plon, se voit honoré du prestigieux Prix de l'Académie Rabelais 2025. (Antoine Blondin, François Cavanna, Alfonse Boudard, Frédéric Dard, Robert Giraud, René Fallet...) 

### Vie privée
Jean-Marie Gourio vit en couple avec Blandine Jeanroy, peintre et maquettiste à Charlie Hebdo seize années durant (ils se sont rencontrés à Charlie-Hebdo en 1976 et ne se sont plus quittés), proche collaboratrice de Wolinski, Cabu, Cavanna, Reiser, Choron, Gébé et Topor, tous décédés aujourd'hui. Après le choc de l'attentat contre Charlie Hebdo en janvier 2015, Jean-Marie Gourio décide de se marier avec elle, le 28 février 2015.

## Publications

### Ouvrages
- Autopsie d'un nain, Éditions Ramsay, 1987 (Autopsie d'un nain est le premier roman de JM Gourio qui fut découvert et publié par Paul Fournel, membre historique de l'Oulipo )
- Brèves de comptoir (de 1988 à 2015)[12].

Le livre "Brèves de comptoir" (un million d'exemplaires vendus) est décliné à plusieurs reprises, d'abord à la télévision dans la série culte Palace de Jean-Michel Ribes, interprétées par Jean Carmet, puis dans une adaptation théâtrale en 1994 au théâtre Tristan-Bernard, mise en scène de Jean-Michel Ribes, ensuite sous le titre Nouvelles brèves de comptoir en 1999 au théâtre Fontaine, et enfin en 2010 au théâtre du Rond-Point (les Brèves de comptoir totalisent 900 000 entrées au théâtre). La pièce reçoit aux Molières les nominations de meilleure pièce comique et meilleure mise en scène. Deux nouvelles adaptations voient le jour en 2004 et 2012, sous forme d'opéra par la Péniche opéra (opéra comique), mise en scène de Mireille Laroche et musique de Vincent Bouchot. Une adaptation est également réalisée pour le cinéma, avec le film Brèves de comptoir, produit par Dominique Besnehard, sorti en 2014. Un nouvel opus, Brèves de comptoir, tournée générale !, voit le jour au théâtre de l'Atelier en novembre 2021, toujours mis en scène par Jean-Michel Ribes, fidèle compagnon de route de Jean-Marie Gourio.
- Tue-tête, Éditions Bernard Barrault, 1989
- La Carte des vins, Michel Lafon, 1991
- Vous me croirez si vous voulez, mémoires du Professeur Choron, Flammarion, 1993, réédition Wombat, 2018
- Les Coccinelles de l'Etna, Gallimard, 1994
- Chut !, Julliard, 1998
- L'Eau des fleurs, Julliard, 1999 — adapté au cinéma par Gérard Krawczyk sous le titre La vie est à nous !
- Apnée, Julliard, 2005
- Alice dans les livres, Julliard, 2006
- Les nouvelles brèves de comptoir, Robert Laffont, 2008
- Un café sur la Lune, Julliard, 2010
- Sex Toy, Julliard, 2012
- Le grand Café des Brèves de comptoir, Robert Laffont, 2013
- Haïkus de mes comptoirs, Le Castor Astral, 2014
- Le Petit Troquet des brèves de comptoir, Robert Laffont, 2015
- J'ai soif ! soif ! soif ! mais soif !, Éditions du Cherche Midi, 2018
- Les Papillons de comptoir, Editions Points-Le Seuil, 2019
- Palace sur scène (théâtre) avec Jean-Michel Ribes, Editions Actes Sud-Papiers, 2019
- Brèves de comptoir, Tome 4, Collection Bouquins, Robert Laffont, 2020
- Le contraire de d'habitude, Editions du Cherche Midi, 2021
- Brèves de comptoir, l'intégrale (3 pièces, théâtre) Une journée, Une semaine, Une année, Editions Actes Sud-papier, 2021
- Brèves de comptoir, tournée générale ! (théâtre) Editions Actes Sud-papier, 2021
- 2 grammes 40, éditions Bouquins, 2022.
- Dictionnaire amoureux des cafés, Plon, 2024

Dans la collection « Papillon »
- L'Arbre qui donna le bois dont on fit Pinocchio, Paris, Julliard, coll. « Papillon », avril 2016, 164 p. (ISBN 978-2-260-02946-5)
- Interview d'une vache et scandale au palais, Julliard, 2016
- Le fabuleux départ en Laponie de la famille Zoiseaux, Julliard, 2017
- Les mains de Selim sur le corps du Christ en croix, Julliard, 2017
- La baleine du lac d'Annecy, Julliard, 2018

### Scénarios de bandes dessinées
- Sita-Java, dessins Jean Teulé, 1986[3].
- Hitler = SS, dessins Philippe Vuillemin, parution dans Hara-Kiri dans les années 1980